# 政治学史 (福田歓一)
『政治学史』（せいじがくし）は、日本の政治学者で西洋政治思想史が専門の福田歓一による著作。古代から近代に至るまでの西洋政治思想史の通史である。

## 概要
本書は、福田の東京大学法学部における1976年度の講義がもとになっており、これを録音して、手を加えたものである。1985年に東京大学出版会より出版された。福田によると、本書の叙述では、思想家の置かれた歴史的な状況と、思想家が用いる概念や枠組みに対する配慮がなされている。
本書は、その後の大学での西洋政治思想史の教材として度々用いられたり、参考文献として挙げられたりしている。また、同時期には早稲田大学の藤原保信によっても、同様に西洋政治思想の通史（『西洋政治理論史』）が書かれている。

## 構成
本書冒頭において福田は「政治学がギリシアにはじまり社会科学の中で最も古いdisciplineであり、いわば社会科学の哲学的段階の総称としての意味をもっている」と指摘し、このような認識に基づいて西洋の政治思想史を、古典古代、中世、近代の順に時代の流れにそって論じている。
本書では、プラトン、アリストテレス、トマス・アクィナス、トマス・ホッブス、ジョン・ロック、ルソーなど多数の政治思想家が取り上げられるが、本格的に紙幅が割かれて取り上げられるのはヘーゲルまでであり、それ以後の展開は終章「産業主義の帰結と現代の課題」において簡単に取り上げられるのみとなっている。